# Počítačový systém
Počítačový systém je ve výpočetní technice souhrn technického a programového vybavení (hardware a software), které tvoří samostatně použitelný celek pro zpracování dat.
Jako počítačový systém může být chápán samostatný počítač i rozsáhlá počítačová síť zahrnující množství počítačů, terminálů a dalších prvků. Spojení „počítačový systém“ také vyjadřuje, že k jeho provozu je kromě technického vybavení nezbytné i programové vybavení.